# Corys
Corys est une société française située sur le polygone scientifique de Grenoble. Fondée en 1997, elle fait partie des fournisseurs mondiaux de simulateurs de formation et d’ingénierie dans les domaines du transport ferroviaire (fret, TGV, grandes lignes, LRV/tramway, métro, trains de banlieue), de l’énergie et des industries de procédés.
Corys est l’acronyme de la COmpagnie de Réalisation Industrielle de Simulateurs. Le I étant remplacé par un Y pour faire allusion à l'Y grenoblois. Son slogan est « Dynamic Simulation ».
Corys, dont le capital est détenu par Framatome, EDF et IFP Training possède des filiales aux États-Unis (Corys Inc.), en Inde (CORYS India Simulation Systems Pvt Ltd) et à Chypre (CORYS Simulation Middle East).

## Historique
En 1997, la société Corys T.E.S.S. (Training & Engineering Support Systems) est créée à la suite de la reprise des actifs de Corys S.A (Société Anonyme) par Tractebel Engineering (entreprise belge) et Technicatome. La société développe à ce moment avec Tractebel et Siemens  un projet de huit simulateurs de conduite pour la formation des opérateurs des centrales nucléaires VVER 440MW de conception Russe dans plusieurs pays de l’Europe de l’Est.

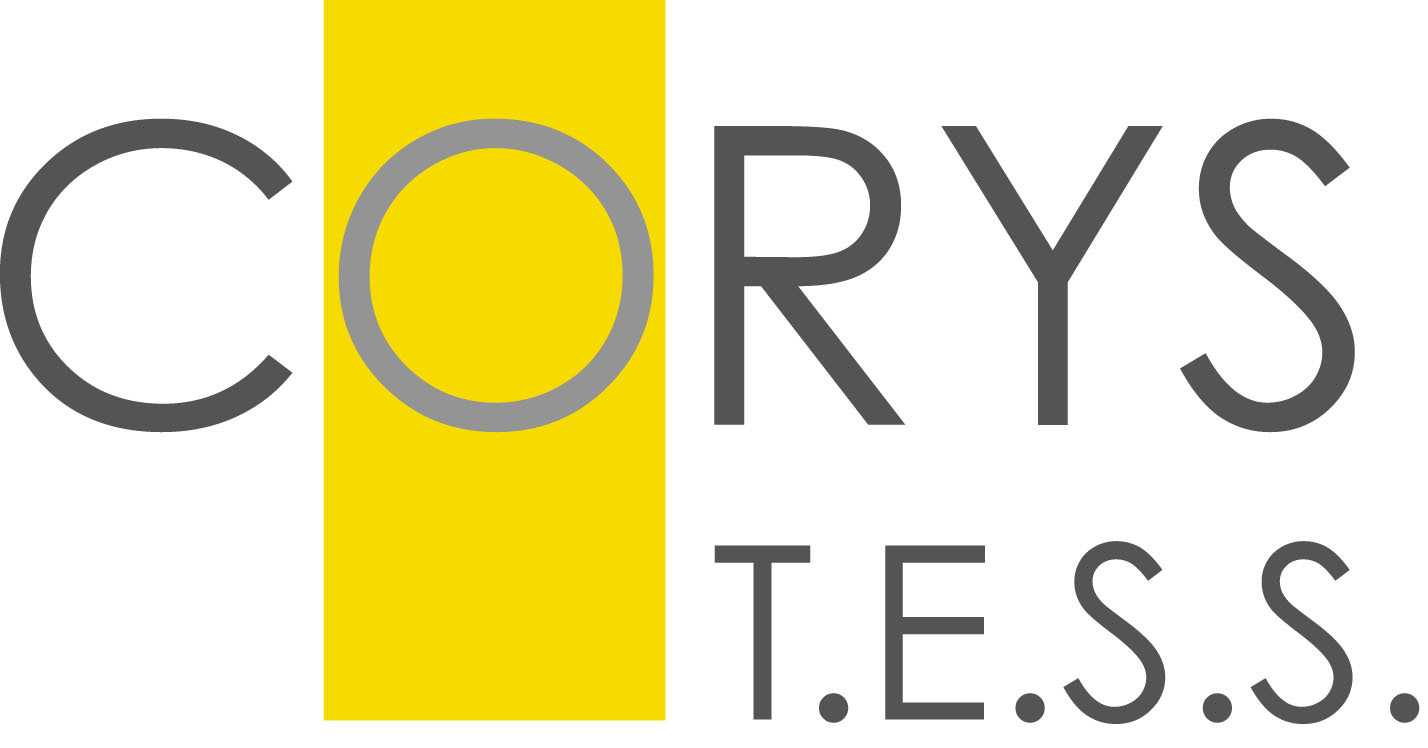
Logo abrégé de 1997 à 2013

En 1998, Corys T.E.S.S. ouvre une filiale Corys T.E.S.S Inc. (CTI) à Chicago (États-Unis) pour développer le marché américain et notamment le simulateur pour le train à grande vitesse Acela de Amtrak.
En 1999, l'activité de Corys T.E.S.S. reste encore majoritairement axée dans le domaine de l'énergie mais l'entreprise remporte plusieurs gros contrats aux États-Unis et en Australie qui confortent la percée de l'entreprise dans le domaine du transport ferroviaire.
Corys T.E.S.S. décide en 2007 de créer une filiale à Pékin appelée BKRT pour Beijing Keruitai (KE = science, RUI = beau/opportun, TAI=paisible/le nom d’une montagne). Cette filiale avait pour but de développer un simulateur de vérification et de validation pour la centrale de Ling Ao II à Shenzhen.
En 2008, Ralf Gathmann, devient le nouveau directeur général de Corys T.E.S.S.,. La même année, Corys T.E.S.S rachète l'entreprise Thunder Simulation Inc. basée à Saint Marys, en Géorgie (États-Unis) qui fusionne avec Corys T.E.S.S Inc. à Chicago. De cette fusion, nait Corys Thunder Incorporation.
En 2009, Tractebel Engineering, se retire du capital. Areva et EDF deviennent les actionnaires de Corys en détenant respectivement 66 % et 34 % du capital de l'entreprise grenobloise. À la suite de ce changement d’actionnaires, Corys T.E.S.S modifie son statut et devient une Société par Actions Simplifiée (S.A.S).
Corys T.E.S.S. déménage en 2011 dans des locaux neufs sur le polygone scientifique de Grenoble,, proches du CEA Grenoble, du CNRS, de l'ESRF entre autres. Le bâtiment de 5 850 m2, appelé le Mistral, respecte les normes BBC (Bâtiment Basse Consommation).
En février 2015, les actionnaires votent pour l’abréviation du nom : Corys (abandon du complément T.E.S.S). Peu de temps après, Corys T.E.S.S Inc. déménage à Jacksonville, en Floride et se renomme Corys Inc.
En avril 2016, à la suite de la fin des gros projets énergie en Chine, la décision est prise de fermer la filiale chinoise BKRT de Corys.
Au 1er juillet 2017, Corys est devenu propriétaire à 100 % de la société RSI par apport des titres. Au 1er octobre, RSI S.A. fusionne avec Corys S.A.S et déménage à Grenoble dans les locaux de Corys. Depuis, les actionnaires de Corys sont trois : Framatome (50 %), EDF (25 %) et IFP Training (25 %). À la suite de cette fusion, Corys possède trois filiales : Corys Inc. aux États-Unis, Corys India Simulation Systems Pvt Lts en Inde et HKD en Chine, mais aussi une coentreprise Corys Simulation Middle East à Chypre.
Au 1er juillet 2020, Charles Rosmorduc devient le nouveau président de Corys.

## Activité
Corys possède trois secteurs d'activité, l'énergie, le transport et les industries de procédés.

### Énergie
Corys fournit des simulateurs de formation et d'ingénierie pour les centrales nucléaires, centrales thermiques, réseaux électriques, etc. Cette partie de son activité consiste à concevoir, rénover et maintenir en condition opérationnelle des simulateurs mais aussi à dispenser des programmes de formation. L'entreprise participe également aux activités d’ingénierie de projets de construction nucléaire, en phases de conception, de tests et de mise en service.
Corys est également spécialisée dans le développement de simulateurs des centrales en construction tels que l'EPR de Flamanville en France,, ou encore l'EPR de Taishan en Chine (coentreprise Chine General Nuclear Power Corporation et EDF),,, et enfin celui de Hinkley Point au Royaume Uni.
En 2016, Corys avait déjà livré plus de 180 simulateurs de centrales et maintient en conditions opérationnelles plus d'une centaine de simulateurs de centrale nucléaire pleine-échelle aux États-Unis et en France,.

### Transport

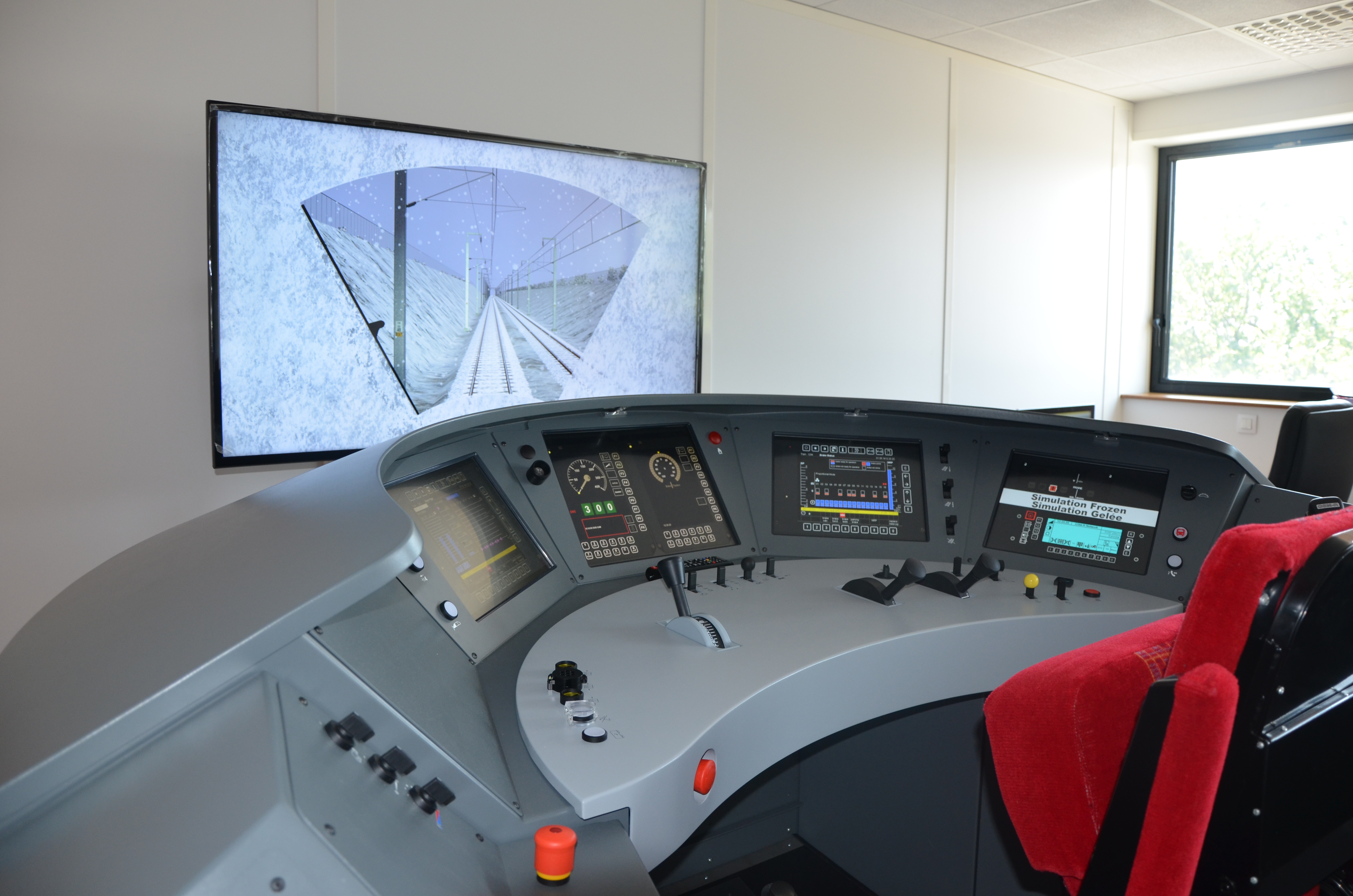
Simulateur multifonction pour Eurostar.

Corys fait partie des plus gros fournisseurs mondiaux de simulateurs de conduite de train: Fret, TGV, grandes lignes, tramways, métros, trains de banlieue. Corys produit des simulateurs représentant fidèlement les différents matériels roulants (Bombardier Transport, Alstom Transport, GE Transportation, CSR Corporation Limited, CAF et d’autres) avec des images de synthèse conçues grâce à son moteur 3D Matrix, afin de fournir aux opérateurs des outils de formation les plus proches de la réalité.
Corys propose différents types de simulateurs de conduite ferroviaire.

### Industrie de procédés
Depuis la fusion de RSI avec Corys, l’entreprise est devenue un fournisseur de solutions de simulation dynamique destinées à l'industrie du pétrole, du gaz et de la chimie.
De la conception des procédés à l'exploitation de l'usine, les simulateurs sont utilisés pour les études d'ingénierie, la formation des opérateurs et le soutien des opérations pour tous types d'industrie de procédés, du raffinage, de la pétrochimie et également pour les énergies renouvelables.
En mai 2021, Corys étend son domaine d’activité en proposant son offre à l'ensemble des industries de procédés.

### Ses filiales
L'activité de Corys s’organise entre la société mère et ses filiales. Corys Inc. se chargeant des clients d'Amérique du Nord pour le transport, l'énergie et les industries de procédés, tandis que HKD et CORYS Simulation Middle East (coentreprise) s'occupent uniquement des clients des industries de procédés.
Corys possède de nombreuses références dans les domaines de l'énergie, du transport et de procédés. Elle compte près de 170 exploitants ferroviaires et nucléaires et près de 160 entreprises et exploitants de l'industrie de procédés situés dans une soixantaine de pays différents tels que les États-Unis, la Chine, le Royaume-Uni, l'Afrique du Sud, l'Éthiopie, le Pakistan, l'Égypte et biens d’autres.

## French Tech in the Alps
La French Tech est un label français attribué à des pôles métropolitains reconnus pour leur écosystème de startups, ainsi qu'une marque commune utilisable par les entreprises innovantes françaises. Grenoble fait partie des neuf premières métropoles à être labellisées en 2014.
Corys est membre du réseau d’entreprises technologiques de la French Tech in the Alps, label grenoblois de la French Tech.
Moins de deux ans après l'obtention du label à Grenoble, la French Tech in the Alps lance en mars 2016 le campus numérique in the Alps, pour lequel Corys joue un rôle majeur en étant à l'initiative du projet et en y participant,. En partenariat avec Pôle Emploi, AGEFOS-PME et le Conservatoire national des arts et métiers Auvergne-Rhône-Alpes, ce campus vise à former aux métiers du numérique une trentaine de personnes durant dix-huit mois afin de trouver les profils de candidats recherchés par les entreprises.